# Brommella falcigera
Brommella falcigera es una especie de Arachnida del género Brommella, de la familia Dictynidae, del orden Araneae.

## Distribución
Brommella falcigera se distribuye por Europa y Turquía, con distribución incierta en Irán.

## Descripción
El caparazón del macho holotipo mide 0,69 mm de largo por 0,54 mm y el abdomen 0,80 mm de largo por 0,54 mm. El caparazón de la hembra paratipo mide 0,75 mm de largo por 0,50 mm y el abdomen 1,06 mm de largo por 0,86 mm. El macho mide 1,5 mm y la hembra mide 2,0 mm.

## Taxonomía
Fue descrita científicamente por J. I. Balogh en 1935. Esta especie fue descrita bajo el protónimo Lathys falcigera por Balogh en 1935. Braun la colocó en el género Brommella en 1964.
Lathys incertus y Brommella notabilis fueron colocadas como sinonimias por Braun en 1964. Hahnia fagei fue colocada como sinonimia por Harm en 1966.
Tratamiento taxonómico
La especie aparece registrada y publicada en A Sashegy pokfaunaja. Budapest, con 60 páginas (1935).